# 托马斯·H·本德
托马斯·H·本德（英語：Thomas H. Bender，1944年4月18日—）是一位美国历史学家，主要研究城市史和观念史，1966在圣克拉拉大学获得学士学位，1966在圣克拉拉大学获得学士学位，1967年和1971年在加利福尼亞大學戴維斯分校获得硕士学位和博士学位。毕业后进入威斯康星大學綠灣分校教授城市研究史，1974年进入纽约大学任教，1982年起担任该校人文学科教授直至2015年退休。1974年获弗雷德里克·杰克逊·特纳奖，作品有《万国一邦：美国在世界历史上的地位》（A Nation Among Nations: America’s Place in World History）等。